# Ryobi
Ryobi Limited (リョービ株式会社, Ryobi Kabushiki-kaisha) est un fabricant japonais de composants électroniques pour les industries de l'automobile, de l'électronique et des télécommunications. Elle vend également du matériel d'impression, des outils électriques et du matériel de construction.
Les outils électriques Ryobi et Ryobi Outdoor Power Equipment sont des marques de Techtronic Industries, utilisées sous licence de Ryobi Limited. Techtronics Industries détient également Milwaukee, AEG (AEG Powertools, sous licence Electrolux), Homelite (en), Hoover US, Dirt Devil (en) et Vax (en).

## Historique

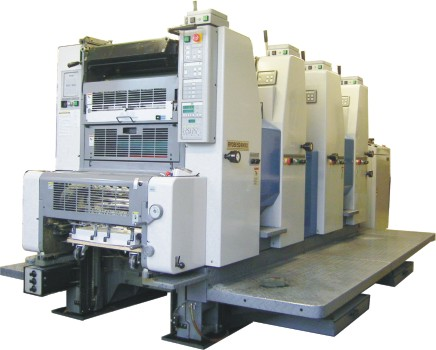
Ryobi 4 couleurs Offset.

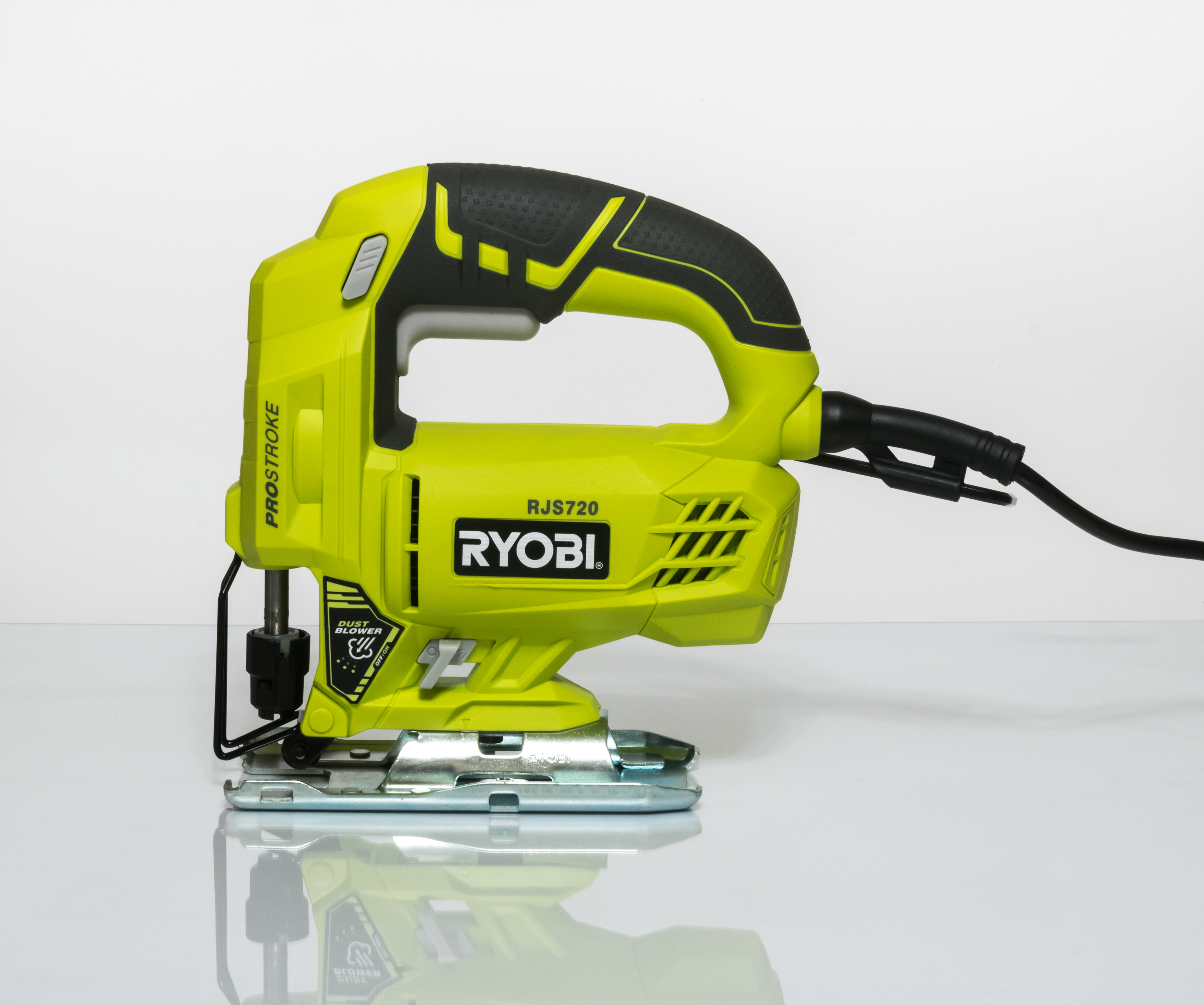
Une scie sauteuse Ryobi.

Ryobi Seisakusho Co., Ltd. a été fondée en 1943 avec la vente de produits en fonte moulée un an plus tard. En 1961, la société a commencé à fabriquer des presses offset et a été inscrite à la Bourse de Tokyo ; la production d'outils électriques a commencé en 1968. Le nom de la société a été remplacé en 1973 par son nom actuel ; Ryobi exploite 12 usines de fabrication dans six pays. En 1985, Ryobi a lancé la production à Shelbyville, dans l'Indiana, son seul site de fabrication aux États-Unis. L'entreprise a signé un accord de partenariat officiel avec l'équipe de football allemande Hertha Berlin en 2014.

## Outils électriques
La marque Ryobi Tools en Amérique du Nord, en Europe, en Australie et en Nouvelle-Zélande appartient à Techtronic Industries de Hong Kong, un équipementier pour des marques telles que Craftsman (en), Milwaukee Electric Tool, AEG, (AEG Powertools, autorisé par Electrolux), Homelite, Hoover US, Dirt Devil, Vax, et Ryobi donc. Vers 1988, Ryobi a acheté les actifs de l’ancienne Diehl Motor Company (une division de Singer Corporation), qui était le fournisseur des outils électriques portatifs Sears Craftsman. Après l’achat, Ryobi a continué de fournir à Sears des outils électriques. Ces outils avaient généralement un numéro de modèle commençant par « 315 » ou « 973 ». Aux États-Unis et au Canada, les outils électriques sont vendus principalement par l'intermédiaire de Home Depot et d'Internet. En Australie et en Nouvelle-Zélande, ils sont vendus exclusivement par Bunnings Warehouse. Au Royaume-Uni, les outils électriques sont vendus dans les quincailleries et en Belgique par la chaîne Brico.

## Opérations aux États-Unis
Ryobi Die Casting (USA) Incorporated est un fabricant de produits pour le secteur automobile à Shelbyville ; Ryobi Finance Corporation est une société d’exploitation financière du groupe Ryobi située à Chicago, Illinois.